# 陈瑞光
陈瑞光（1916年2月—2001年11月），本名陈瑞，原中国民航总局副局长。出生于贵州省贵阳，祖籍为湖南省常德。

## 生平
1937年4月加入中国工农红军，同年12月参加中国共产党。1948年9月任沈阳市人民政府副秘书长。1949年1月担任中国人民解放军第四野战军政治部民运部副部长和武汉市军事管制委员会交通接管部副部长。
1950年4月在中国民航工作。文化大革命期间，受到林彪、江青等集团的迫害。
1978年任民航总局顾问组长。1980年6月任民航总局副局长。
1982年退休。